# Lijst van voetbalinterlands Ivoorkust - Kameroen
Deze lijst van voetbalinterlands is een overzicht van alle officiële voetbalwedstrijden tussen de nationale teams van Ivoorkust en Kameroen. De Afrikaanse landen speelden tot op heden 21 keer tegen elkaar. De eerste ontmoeting was een groepswedstrijd tijdens de Afrika Cup 1970 op 6 februari 1970 in Khartoem (Soedan). Het laatste duel, een kwalificatiewedstrijd voor het Wereldkampioenschap voetbal 2022, werd gespeeld in Douala op 16 november 2021.

## Wedstrijden
| №  | Plaats      | Datum             | Competitie                           | Wedstrijd            | Uitslag |
| -- | ----------- | ----------------- | ------------------------------------ | -------------------- | ------- |
| 1  | Khartoem    | 6 februari 1970   | Afrika Cup 1970                      | Kameroen − Ivoorkust | 3 − 2   |
| 2  | Yaoundé     | 27 januari 1980   | Vriendschappelijk                    | Kameroen − Ivoorkust | 1 − 1   |
| 3  | Abidjan     | 10 maart 1984     | Afrika Cup 1984                      | Ivoorkust − Kameroen | 0 − 2   |
| 4  | Alexandrië  | 17 maart 1986     | Afrika Cup 1986                      | Kameroen − Ivoorkust | 1 − 0   |
| 5  | Dakar       | 17 februari 1991  | Vriendschappelijk                    | Kameroen − Ivoorkust | 2 − 3   |
| 6  | Dakar       | 23 januari 1992   | Afrika Cup 1992                      | Kameroen − Ivoorkust | 0 − 0   |
| 7  | Pretoria    | 26 november 1994  | Vriendschappelijk                    | Ivoorkust − Kameroen | 2 − 1   |
| 8  | Libreville  | 30 november 1995  | Vriendschappelijk                    | Ivoorkust − Kameroen | 2 − 1   |
| 9  | Bouaké      | 1 februari 1998   | Vriendschappelijk                    | Ivoorkust − Kameroen | 1 − 0   |
| 10 | Accra       | 28 januari 2000   | Afrika Cup 2000                      | Kameroen − Ivoorkust | 3 − 0   |
| 11 | Sikasso     | 25 januari 2002   | Afrika Cup 2002                      | Kameroen − Ivoorkust | 1 − 0   |
| 12 | Châteauroux | 11 februari 2003  | Vriendschappelijk                    | Kameroen − Ivoorkust | 0 − 3   |
| 13 | Yaoundé     | 4 juli 2004       | WK 2006 kwalificatie                 | Kameroen − Ivoorkust | 2 − 0   |
| 14 | Abidjan     | 4 september 2000  | WK 2006 kwalificatie                 | Ivoorkust − Kameroen | 2 − 3   |
| 15 | Caïro       | 4 februari 2006   | Afrika Cup 2006                      | Kameroen − Ivoorkust | 1 − 1   |
| 16 | Yaoundé     | 10 september 2014 | Afrika Cup 2015 kwalificatie         | Kameroen − Ivoorkust | 4 − 1   |
| 17 | Abidjan     | 19 november 2014  | Afrika Cup 2015 kwalificatie         | Ivoorkust − Kameroen | 0 − 0   |
| 18 | Malabo      | 28 januari 2015   | Afrika Cup 2015                      | Kameroen − Ivoorkust | 0 − 1   |
| 19 | Butare      | 30 januari 2016   | African Championship of Nations 2016 | Kameroen − Ivoorkust | 0 − 3   |
| 20 | Abidjan     | 6 september 2021  | WK 2022 kwalificatie                 | Ivoorkust − Kameroen | 2 − 1   |
| 21 | Douala      | 16 november 2021  | WK 2022 kwalificatie                 | Kameroen − Ivoorkust | 1 − 0   |

## Samenvatting
| Competitie                      | Totaal gespeeld | Winst Ivoorkust | Gelijk | Winst Kameroen | Doelsaldo Ivoorkust – Kameroen |
| ------------------------------- | --------------- | --------------- | ------ | -------------- | ------------------------------ |
| WK-kwalificatie                 | 4               | 1               | 0      | 3              | 4 − 7                          |
| Afrika Cup                      | 8               | 1               | 2      | 5              | 4 − 11                         |
| Afrika Cup-kwalificatie         | 2               | 0               | 1      | 1              | 1 − 4                          |
| African Championship of Nations | 1               | 1               | 0      | 0              | 3 − 0                          |
| Vriendschappelijk               | 6               | 5               | 1      | 0              | 12 − 5                         |
| Totaal                          | 21              | 8               | 4      | 9              | 24 − 27                        |

## Details

### Zesde ontmoeting
| Halve finale Afrika Cup 1992 (Dakar, Senegal, 23 januari 1992):         |                     |                                                                |
| Kameroen                                                                | 0 – 0               | Ivoorkust                                                      |
|                                                                         | goals               |                                                                |
| Cyrille Makanaky Bertin Ebwellé François Omam-Biyik Joseph-Antoine Bell | strafschoppen 1 – 3 | Diaby Sekana Moussa Traoré Eugene Beugre Yago Abdoulaye Traoré |

### Vijftiende ontmoeting
| Finale Afrika Cup 2006 (Caïro, Egypte, 4 februari 2006): |                       | |
| Kameroen | 1 – 1                 | Ivoorkust |
| Albert Meyong 95' | goals                 | 90+2' Bakari Koné |
| Samuel Eto'o Geremi Njitap Thimothée Atouba Daniel Ngom Komé Albert Meyong Jean Makoun Rigobert Song Alioum Saidou Roudolphe Douala André Bikey Souleymanou Hamidou Samuel Eto'o | strafschoppen 11 – 12 | Didier Drogba Kolo Touré Bakari Koné Emerse Faé Arouna Koné Blaise Kouassi Christian N'Dri Romaric Arthur Boka Didier Zokora Marco Zoro Jean-Jacques Tizié Didier Drogba |

FIF · A-internationals · Selecties · Bondscoaches · Statistieken · Ivoriaans vrouwenelftal · Ivoorkust U21 · Ivoorkust U20 · Ivoorkust U19 · Ivoorkust U18 · Ivoorkust U17
1960 – 1969 ·
1970 – 1979 ·
1980 – 1989 ·
1990 – 1999 ·
2000 – 2009 ·
2010 – 2019 ·
2020 − 2029
WK 2006 · 
WK 2010 · 
WK 2014
OS 2008 · 
OS 2020
1960 ·
1961 ·
1962 ·
1963 ·
1964 · 
1965 ·
1966 · 
1967 ·
1968 ·
1969 ·
1970 ·
1971 ·
1972 ·
1973 ·
1974 ·
1975 ·
1976 ·
1977 ·
1978 · 
1979 ·
1980 ·
1981 · 
1982 ·
1983 ·
1984 ·
1985 ·
1986 ·
1987 ·
1988 ·
1989 ·
1990 ·
1991 ·
1992 · 
1993 · 
1994 · 
1995 · 
1996 · 
1997 · 
1998 · 
1999 · 
2000 · 
2001 · 
2002 · 
2003 · 
2004 · 
2005 · 
2006 · 
2007 · 
2008 · 
2009 · 
2010 · 
2011 · 
2012 · 
2013 ·
2014 ·
2015 ·
2016 ·
2017 ·
2018 ·
2019 ·
2020 ·
2021 ·
2022 ·
2023 ·
2024
Algerije ·
Angola ·
Argentinië ·
België ·
Benin ·
Bosnië en Herzegovina ·
Botswana ·
Brazilië ·
Burkina Faso ·
Burundi ·
Centraal-Afrikaanse Republiek ·
Chili ·
Colombia ·
Comoren ·
Congo-Brazzaville ·
Congo-Kinshasa ·
Duitsland ·
Egypte ·
El Salvador ·
Engeland ·
Equatoriaal-Guinea ·
Ethiopië ·
Frankrijk ·
Gabon ·
Gambia ·
Ghana ·
Griekenland ·
Guinee ·
Guinee-Bissau ·
Hongarije ·
Israël ·
Italië ·
Japan ·
Jordanië ·
Kameroen ·
Kenia ·
Koeweit ·
Lesotho ·
Liberia ·
Libië ·
Madagaskar ·
Malawi ·
Mali ·
Marokko ·
Mauritanië ·
Mauritius ·
Mexico ·
Moldavië ·
Mozambique ·
Namibië ·
Nederland ·
Niger ·
Nigeria ·
Noord-Korea ·
Oeganda ·
Oostenrijk ·
Paraguay ·
Polen ·
Portugal ·
Qatar ·
Roemenië ·
Rusland ·
Rwanda ·
Senegal ·
Servië en Montenegro ·
Seychellen ·
Sierra Leone ·
Slovenië ·
Soedan ·
Spanje ·
Tanzania ·
Togo ·
Tsjaad ·
Tunesië ·
Turkije ·
Uruguay ·
Verenigde Staten ·
Zambia ·
Zimbabwe ·
Zuid-Afrika ·
Zuid-Korea ·
Zweden ·
Zwitserland
Argentinië (2006) · 
Colombia (2014) ·
Ghana (2015) ·
Griekenland (2014) · 
Japan (2014) ·  
Nederland (2006) · 
Noord-Korea (2010) · 
Servië en Montenegro (2006) ·
Zambia (2012)
FCF · A-internationals · Selecties · Bondscoaches · Statistieken · Kameroens vrouwenelftal · Kameroen U21 · Kameroen U20 · Kameroen U19 · Kameroen U18 · Kameroen U17
1960 – 1969 · 
1970 – 1979 · 
1980 – 1989 · 
1990 – 1999 · 
2000 – 2009 · 
2010 – 2019 ·
2020 − 2029
CC 2001 · 
CC 2003
WK 1982 · 
WK 1990 · 
WK 1994 · 
WK 1998 · 
WK 2002 · 
WK 2010 · 
WK 2014 ·
WK 2022
OS 1984 · 
OS 2000 · 
OS 2008
1961 · 
1960 · 
1961 · 
1962 · 
1963 · 
1964 · 
1965 · 
1966 · 
1967 · 
1968 · 
1969 · 
1970 · 
1971 · 
1972 · 
1973 · 
1974 · 
1975 · 
1976 · 
1977 · 
1978 · 
1979 · 
1980 · 
1981 · 
1982 · 
1983 · 
1984 · 
1985 · 
1986 · 
1987 · 
1988 · 
1989 · 
1990 · 
1991 · 
1992 · 
1993 · 
1994 · 
1995 · 
1996 · 
1997 · 
1998 · 
1999 · 
2000 · 
2001 · 
2002 · 
2003 · 
2004 · 
2005 · 
2006 · 
2007 · 
2008 · 
2009 · 
2010 · 
2011 · 
2012 · 
2013 ·
2014 ·
2015 ·
2016 ·
2017 ·
2018 ·
2019 ·
2020 ·
2021 ·
2022
Albanië ·
Algerije ·
Angola ·
Argentinië ·
Australië ·
Benin ·
Bolivia ·
Brazilië ·
Bulgarije ·
Burkina Faso ·
Burundi ·
Canada ·
Centraal-Afrikaanse Republiek ·
Chili ·
Colombia ·
Comoren ·
Congo-Brazzaville ·
Congo-Kinshasa ·
Costa Rica ·
Cuba ·
Denemarken ·
Duitsland ·
Egypte ·
Engeland ·
Equatoriaal-Guinea ·
Eritrea ·
Ethiopië ·
Finland ·
Frankrijk ·
Gabon ·
Gambia ·
Georgië ·
Ghana ·
Griekenland ·
Guinee ·
Guinee-Bissau ·
Ierland ·
India ·
Indonesië ·
Iran ·
Italië ·
Ivoorkust ·
Jamaica ·
Japan ·
Kaapverdië ·
Kenia ·
Koeweit ·
Kroatië ·
Lesotho ·
Liberia ·
Libië ·
Luxemburg ·
Madagaskar ·
Malawi ·
Mali ·
Marokko ·
Mauritanië ·
Mauritius ·
Mexico ·
Moldavië · 
Mozambique ·
Namibië ·
Nederland ·
Niger ·
Nigeria ·
Noord-Macedonië ·
Noorwegen ·
Oeganda ·
Oekraïne ·
Oezbekistan ·
Oostenrijk ·
Panama ·
Paraguay ·
Peru ·
Polen ·
Portugal ·
Roemenië ·
Rusland ·
Rwanda ·
Saoedi-Arabië ·
Sao Tomé en Principe ·
Senegal ·
Servië ·
Sierra Leone ·
Slowakije ·
Soedan ·
Somalië ·
Sovjet-Unie ·
Swaziland ·
Tanzania ·
Thailand · 
Togo ·
Tsjaad ·
Tunesië ·
Turkije ·
Verenigde Staten ·
Zambia ·
Zimbabwe ·
Zuid-Afrika ·
Zuid-Korea ·
Zuid-Soedan ·
Zweden ·
Zwitserland
Brazilië (2014) · 
Brazilië (2022) · 
Denemarken (2010) · 
Egypte (2017) ·
Frankrijk (2003) · 
Italië (1982) · 
Japan (2010) · 
Kroatië (2014) · 
Mexico (2014) ·
Nederland (2010) · 
Peru (1982) · 
Polen (1982) · 
Servië (2022)